# Ebrahim Javadi
Ebrahim Javadi (Persiska: ابراهیم جوادی), född den 28 juli 1943 i Qazvin, Iran, är en iransk brottare som tog OS-brons i lätt flugviktsbrottning i fristilsklassen 1972 i München. 